# Quarter Horse

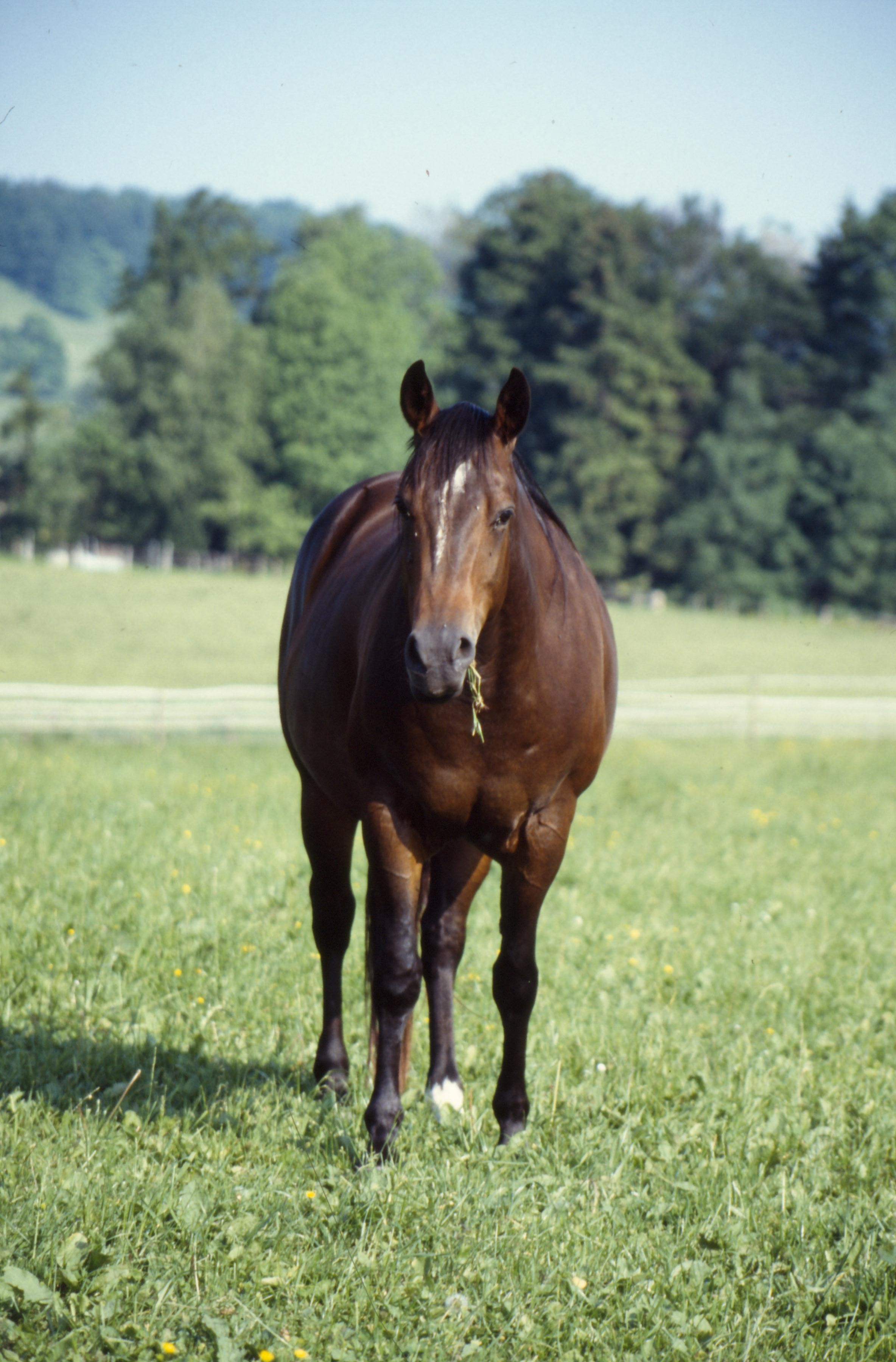
Quarter Horse

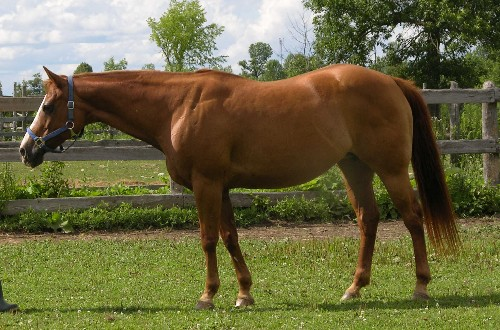
Quarter Horse

Quarter Horse – amerykańska rasa konia, która wyróżnia się w sprintach na krótkie odległości. Koń o bardzo dobrym, atletycznym umięśnieniu. Delikatna, o klinowatym kształcie głowy, małe uszy i duże oczy. Szyja prosta, nisko osadzona ze skąpą grzywą. Łopatki długie. Kłąb szeroki średnio zarysowany. Grzbiet mocny, klatka piersiowa głęboka i szeroka. Zad ścięty, długi, obficie umięśniony. Ogon osadzony nisko o skąpym owłosieniu. Kończyny mocne i suche, kopyta małe bez szczotek. Chody płaskie, galop niezwykle szybki na krótkich odcinkach. Duża zwrotność i wytrzymałość. Są to konie pojętne w szkoleniu i pracy. Występują wszystkie maści podstawowe. Osiągają wysokość w kłębie rzędu 145 – 165 cm.

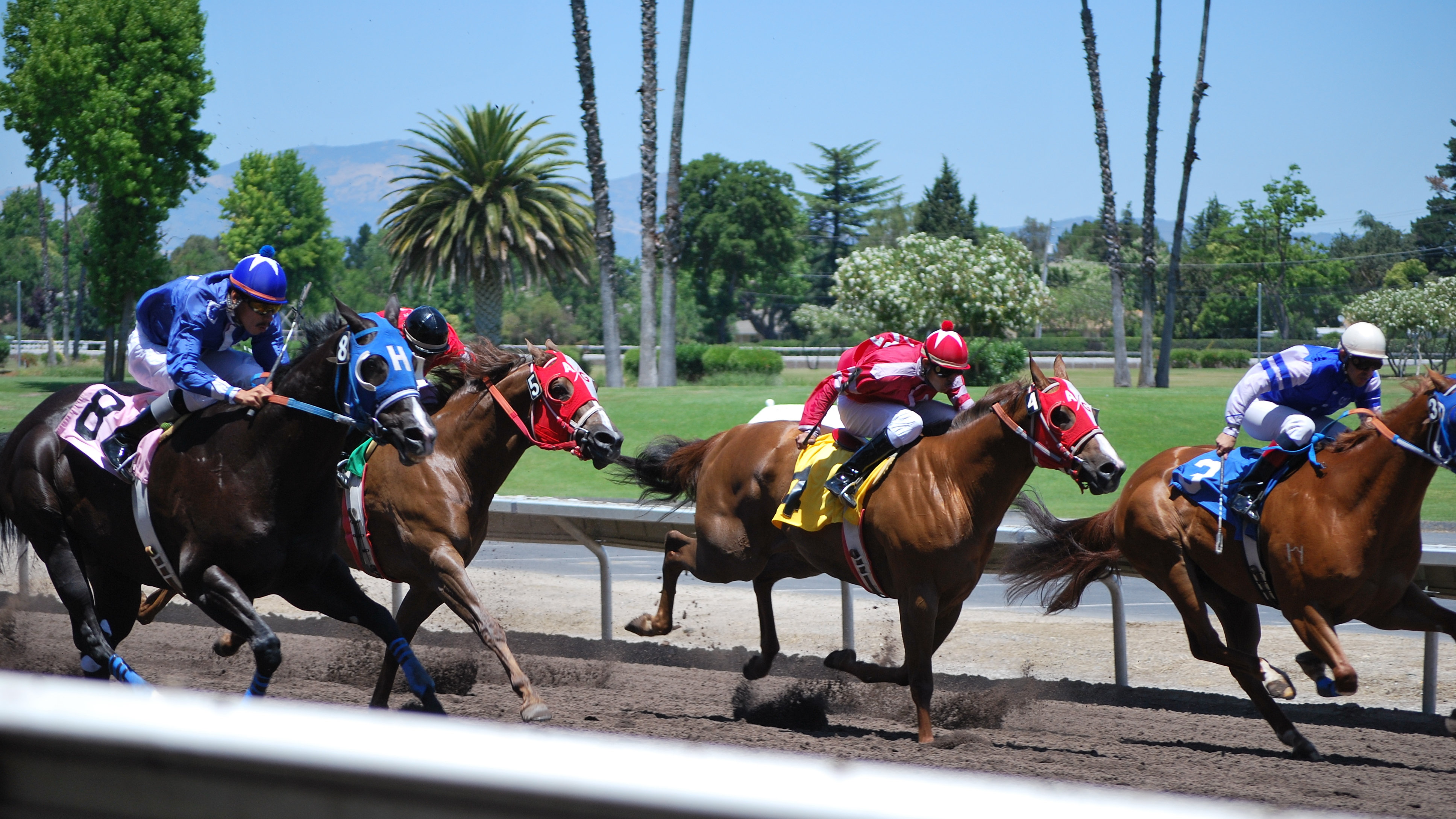
Wyścig Quarter Horse

Z 4,6 milionem zarejestrowanych osobników jest najliczniejszą rasą konia na świecie. Są najszybszymi końmi w wyścigu na jedną czwartą mili (około 400 metrów) i temu zawdzięczają swoją nazwę. W "Quarter Mile Races" niezwykle szybko przyspieszają i prześcigają na tym odcinku inne rasy koni - także angielskie. Niektóre z nich osiągały prędkość 88,5 km/h.

## Historia
Quarter Horse powstały z mieszaniny krwi koni hiszpańskich i przywożonych przez imigrantów z Anglii i innych krajów Europy. Swoją nazwę zawdzięcza popularnym wyścigom na ćwierć mili organizowanym na ulicach osad. Rasa ta zyskała sławę, gdyż odznaczała się zwrotnością, spokojem, inteligencją i "wyczuciem bydła". Dziś opiekę nad rasą Quarter Horse, w celu popularyzacji i zachowania jej wzorca, sprawuje powstała w 1940 roku organizacja zrzeszająca hodowców American Quarter Horse Association z siedzibą w Amarillo w Teksasie oraz oddziały regionalne na całym świecie, również w Polsce (Polish Quarter Horse Association).
Pierwszym człowiekiem, który próbował zdefiniować Quarter Horse jako odrębną rasę, był William Anson (upamiętniony wprowadzeniem do American Quarter Horse Hall of Fame w 1986). Urodził się w Anglii, dorastał wśród koni i był dobrym graczem polo. W wieku 21 lat Anson przybył do Ameryki i założył ranczo w pobliżu Chrizoval w Teksasie. Był zafascynowany szybkimi, inteligentnymi koniami z dobrym wyczuciem krów i zaczął śledzić ich początki. Anson opublikował pierwsze informacje, które powiązały ich pochodzenie z rasami hiszpańskimi z domieszką krwi mustangów i w późniejszym okresie koni ras zachodnioeuropejskich.
Duży wpływ na ukształtowanie cech koni Quarter miał ogier pełnej krwi angielskiej o imieniu Janus (wnuk Godolphin Barb) sprowadzony z Anglii w połowie XVIII w., który był wyjątkowo szybki. Jego potomstwo dało wiele linii hodowlanych (pojawia się w dziewięciu z 11 oryginalnych rodzin American Quarter Horse).
Konie rasy Quarter Horse cieszą się dużą popularnością, jako przydatne w równym stopniu do wyścigów, ale przede wszystkim do reiningu, trailu (konkurencje techniczne), alley, cuttingu, ranch sortingu (konkurencje z bydłem), oraz rodeo. Konkurencje te wywodzą się ze sposobu użytkowania koni przez mieszkańców kontynentu amerykańskiego, podczas pracy na farmach i ranczach. W porównaniu do klasycznego (tzw. angielskiego) stylu jazdy, Western riding odbywa się na zupełnie luźnych wodzach w subtelnej i delikatnej komunikacji z perfekcyjnie wyszkolonym koniem. W hodowli były konie, które pozostawiły trwały ślad w typie Quarter Horse, np.: King P234, WIMPY P1, Poco Lena, Doc Bar i Dry Doc.
Cechy Quarter Horse:
- wzrost do 160 w klębie
- silne tylne nogi
- wyjątkowa wytrzymałość i szybkość
- barwa sierści: izabelowata (palomino), kasztanowata, gniada, kara, rzadko siwa
- osobniki srokate zaliczane są do Paint Horse (odłam rasy Quarter Horse)
- charakter: spokojne konie, świetnie nadają się pod siodło, do pracy z bydłem
- pochodzenie: geny koni hiszpańskich, mustangów i appaloosa

## Wykorzystanie
Konie tej rasy poza wyścigami wykorzystywane są przede wszystkim w jeździe wierzchem szczególnie w typu western, ujeżdżeniu i rekreacji. Nadają się także do lekkich zaprzęgów.

## Hodowla koni tej rasy w Polsce
Obecnie konie tej rasy nie są zbyt popularne w Polsce, jednak grono ich miłośników stale rośnie, w czym aktywnie pomaga od 2006  Polish Quarter Horse Association, która jest oficjalną filią American Quarter Horse Association.